# 萨尔瓦多共产党 (2005年)
萨尔瓦多共产党（西班牙語：Partido Comunista de El Salvador，缩写为PCS）是萨尔瓦多的一个共产主义政党。1994年，原来的萨尔瓦多共产党并入法拉本多·马蒂民族解放阵线。2005年3月27日，一个共产主义团体形成新的萨尔瓦多共产党。该党出版刊物《真理》。